# Nuvola (icônes)
Pour les articles homonymes, voir Nuvola.
Nuvola (mot italien qui veut dire nuage) est un ensemble d'icônes pour logiciels libres / logiciels open source produit par David Vignoni. Elles ont été créées à la base pour les environnements graphiques comme KDE et GNOME, mais elles ont aussi été regroupées dans divers thèmes pour Windows XP et  Mac OS. La version finale 1.0 comprend environ 600 icônes (la version 2 est en cours de création). L'ensemble de base regroupe les icônes au format PNG mais il existe également une version au format SVG.
Les icônes (celles des applications en particulier) sont faites de couleurs vives pour être agréables à l'œil. Elles représentent une grande variété d'objets basiques facilement reconnaissables. La couleur dominante des icônes est le bleu mais d'autres couleurs sont aussi présentes.
Ces icônes sont sous la licence GNU LGPL 2.1. C'est l'un des avantages qui explique qu'elles soient beaucoup utilisées pour illustrer l'encyclopédie Wikipédia.
Elles sont également utilisées par des interfaces graphiques (GNOME, KDE…) et des logiciels libres (Pidgin (ex-Gaim),  amarok…).
Le projet Nuvola 2.0+, spécialement conçu pour Wikipédia, vise à recréer et à enrichir ce set d'icônes prévues à l'origine pour KDE.

## Exemples d'icônes